# Moehringia intricata
Moehringia intricata là loài thực vật có hoa thuộc họ Cẩm chướng. Loài này được R.Roem. ex Willk. mô tả khoa học đầu tiên năm 1852.